# 英格蘭法律原理
《英格蘭法律原理》（英語：Institutes of the Lawes of England）是由愛德華·科克爵士撰写的一系列法律论著，於1628年至1644年間分階段出版。該作品被廣泛認為是普通法的重要基石，並且在美國最高法院裁決的超過70起案件中被引用。其中涵盖一些具有里程碑意义的案件。例如，在1973年的《羅訴韋德案》案中，《英格蘭法律原理》被用作证据，表明在英格兰旧有普通法下，发生在胎动之前的堕胎行为并不构成可公诉罪行。在更早的《美国诉 E.C. 奈特公司案》（United States v. E. C. Knight Co.，1895年）中，該書對壟斷的定義被大段引用。柯克爵士的《英格蘭法律原理》对美国殖民地法律原则的发展亦产生了深远影响。例如，该书受到早期美国法律学者和从业者的高度尊崇，包括湯瑪斯·傑佛遜，他在其有关法律理论和美国法律基础的著作中引用了柯克的作品。这种影响在美国法律体系的形成阶段起到了关键作用。《英格蘭法律原理》在19世纪多次再版，清晰表明了这部作品在18世纪的英格蘭和欧洲备受重视的程度。此外，该书还与一些高水准的文学联系密切。例如，大衛·休謨曾在1764年向书商安德鲁・米勒（Andrew Millar）要求以廉价形式将该书提供给一位法国朋友。